# I Get Around (canción de Tupac)
«I Get Around» es el segundo sencillo de 2Pac, de su segundo álbum Strictly 4 My N.I.G.G.A.Z., con la colaboración del grupo Digital Underground. Está producido por Shock G, y Allmusic señaló que 2Pac en la canción "se jacta de sus conquistas sexuales".
Shock G recuerda como se escribió el tema en el libro How to Rap, mencionando que 2Pac escribió la letra para el ritmo después de escucharlo por un tiempo (más que ningún otro), y que 2Pac también escribió el verso de Shock G.
Brian McKnight utilizó el sample de la canción para "Hold Me" del álbum Anytime de 1997. Nicole Wray hizo lo propio en su sencillo "I Like It".

## Éxito comercial
La canción fue un éxito comercial y se convirtió en el primer sencillo de 2Pac en entrar en el Top 20. Alcanzó la posición #11 en la Billboard Hot 100 y adquirió la certificación de oro. La canción aparece también el álbum Greatest Hits en 1998. El video musical llegó hasta la posición #16 en la lista de los "25 mejores videos de la Costa Oeste" de la revista XXL y de MTV2. También fue incluida en la lista de las 100 mejores canciones de hip-hop de VH1, en el puesto 14.

## Video musical
El video musical cuenta con la participación de Shock G y Money B, ambos raperos pertenecían al grupo de rap Digital Underground, en el video se puede ver a 2Pac rapeando dentro de un Jacuzzi a la misma vez que es masajeado por una chica, también aparecen escenas donde están en una fiesta de piscina con muchos chicos y chicas, Shock G es arrojado a la piscina mientras rapea.